# Первая лига Казахстана по футболу 2020
Первенство Казахстана по футболу 2020 года — 26-й турнир Первой лиги, в котором приняли участие 14 клубов, разделённых на 2 конференции по семь команд. Команды, занявшие 1-е места в своих конференциях, выходили в Премьер-лигу следующего сезона. Проходил в 2 круга с 15 сентября по 31 октября 2020 года.

## Изменения в Первой лиге из-запандемииCOVID-19
- Изначально турнир должен был проходить с середины марта по ноябрь. Каждая команда должна была играть с другой по 2 матча (дома и на выезде).
- Во время пандемии фарм-клуб «Астана-Жас» снялся с соревнований, так и не стартовав в первенстве[1].
- 14 команд были поделены на 2 конференции (по 7 в каждой). Участники конференции играли матчи только в одном городе для каждого круга.

## Участники

### Изменения
Вместо вышедших в Премьер-лигу Каспий (Актау) и Кызыл-Жар (Петропавлоск), из элитного дивизиона выбыли Актобе и Атырау.
Также из Второй лиги в Первую лигу вышли СДЮСШОР №8 (Нур-Султан) и Арыс.
ФК Кыран стал представлять город Туркестан.

### Фарм-клубы
Согласно Регламенту соревнований, команды, входящие в структуру клубов Премьер-лиги, не имеют права бороться за выход в Премьер-лигу следующего сезона и участвовать в Кубке Казахстана.
| Фарм-клуб     | Основной клуб |
| ------------- | ------------- |
| Байконур      | Кайсар        |
| Жетысу Б      | Жетысу        |
| Кайрат-Жастар | Кайрат        |
| Шахтёр-Булат  | Шахтёр        |

## Итоговые таблицы

### Конференция 1
Местом проведения первого круга для Конференции 1 стал Спорткомплекс БИИК в городе Шымкент (с 15 сентября по 3 октября). Местом проведения второго круга для Конференции 1 стал город Павлодар, в котором матчи проводились на трёх стадионах (с 13 по 31 октября).
| М | Команда   | И  | В | Н | П | Мячи    | ±   | О  | Примечания           |
| - | --------- | -- | - | - | - | ------- | --- | -- | -------------------- |
| 1 | Актобе    | 12 | 9 | 2 | 1 | 23 − 4  | +19 | 29 | Выход в Премьер-лигу |
| 2 | Арыс      | 12 | 6 | 3 | 3 | 19 − 16 | +3  | 21 |                      |
| 3 | Кыран     | 12 | 6 | 2 | 4 | 15 − 10 | +5  | 20 |                      |
| 4 | Мактаарал | 12 | 5 | 2 | 5 | 15 − 16 | −1  | 17 |                      |
| 5 | Экибастуз | 12 | 3 | 3 | 6 | 14 − 16 | −2  | 12 |                      |
| 6 | Байконур  | 12 | 3 | 1 | 8 | 14 − 30 | −16 | 10 |                      |
| 7 | Алтай     | 12 | 2 | 3 | 7 | 10 − 18 | −8  | 9  |                      |

И — игры, В — выигрыши, Н — ничьи, П — проигрыши, Мячи — забитые и пропущенные голы, ± — разница голов, О — очки

### Конференция 2
Местом проведения первого круга для Конференции 2 стала УТБ «Талгар» в одноимённом городе (с 15 сентября по 5 октября). Местом проведения второго круга для Конференции 2 стал Спорткомплекс БИИК в городе Шымкент (с 13 по 31 октября).
| М | Команда           | И  | В | Н | П  | Мячи    | ±   | О  | Примечания           |
| - | ----------------- | -- | - | - | -- | ------- | --- | -- | -------------------- |
| 1 | Атырау            | 12 | 8 | 3 | 1  | 21 − 11 | +10 | 27 | Выход в Премьер-лигу |
| 2 | Акжайык           | 12 | 7 | 2 | 3  | 17 − 12 | +5  | 23 |                      |
| 3 | СДЮСШОР №8        | 12 | 6 | 3 | 3  | 27 − 19 | +8  | 21 |                      |
| 4 | Жетысу Б          | 12 | 6 | 3 | 3  | 20 − 13 | +7  | 21 |                      |
| 5 | Академия Онтустик | 12 | 5 | 1 | 6  | 15 − 18 | −3  | 16 |                      |
| 6 | Кайрат-Жастар     | 12 | 2 | 2 | 8  | 12 − 21 | −9  | 8  |                      |
| 7 | Шахтёр-Булат      | 12 | 0 | 2 | 10 | 9 − 27  | −18 | 2  |                      |

И — игры, В — выигрыши, Н — ничьи, П — проигрыши, Мячи — забитые и пропущенные голы, ± — разница голов, О — очки